# Intel Core i3
De Intel Core i3 is een in 2010 door Intel geïntroduceerde serie processoren. De Intel Core i3 is gericht op gebruik met basistaken zoals internetten, mailen, tekstverwerking en lichte gaming. Moderne Core i3's hebben op desktop vaak vier kernen en acht threads. Op laptops hebben ze vaak twee kernen en vier threads. De Intel Core i3 is hiermee wat minder snel dan moderne Core i5's, maar hij kost ook minder en verbruikt minder stroom.

## Geschiedenis
Toen de Intel Core i3 werd geïntroduceerd in 2010 hadden alle Core i3's twee kernen en vier threads, ook op desktop. Ook hadden ze een vaste kloksnelheid zonder turboboost. Tegenwoordig hebben Core i3's wel turboboost. Tot 2017 bleef dit zo. Met de lancering van Intels achtste generatie Intel Core, kregen desktop-Core i3's vier kernen en acht threads, terwijl de laptop-kant turboboost kreeg. Echter, de desktopkant kreeg geen turboboost en de laptopkant geen extra kernen. In 2019 kreeg de desktopkant van de Intel Core i3 voor het eerst vier kernen met turboboost. Voor laptops keerde het tij in 2020 met de komst van Tiger Lake. Voor het eerst in tien jaar kregen Core i3's op alle platformen mogelijkheid tot vier kernen, acht threads en turboboost. Lakefield introduceerde zelfs een i3 met vijf kernen, meer hierover hier.